# Sweets cute
Sweets cute（スウィーツ キュート）は、三洋電機株式会社 CEビジネスユニット（当時：鳥取三洋電機）が開発した、KDDIおよび沖縄セルラー電話のauブランドのCDMA 1X対応携帯電話である。製造型番はA5524SA（えー ごーごーにいよん えすえー）。

## 特徴
インダストリアルデザイナーでありプロダクトデザイナーの柴田文江がデザインしたもので、15歳以下の女子ユーザーを対象としたSweetsシリーズの第3弾にあたる音声通話用端末。今回はクリームを浸したビスケットをイメージしたデザインとなっている。

## 沿革
- 2007年（平成19年）1月10日 - KDDI、および三洋電機（大阪）から公式発表。
- 2007年2月23日 - 北海道・北陸・中部・中国・九州・沖縄地区にて発売。
- 2007年2月24日 - 上記以外の残りの地区にて発売。
- 2008年（平成20年）1月 - 販売終了。
- 2012年（平成24年）7月22日 - L800MHz（旧800MHz帯・CDMA Band-Class 3）帯によるサービスの停波によりそれ以降、この機種は利用不可となる。

## 対応サービス
- EZ「着うた」
- Hello Messenger
- 安心ナビ
- 赤外線通信
- EZ待ちうた
- EZナビウォーク（声de入力対応）
- ムービーメール
- EZムービー
- ジュニアモード／ティーンズモード
- au one My Page
- ペア機能
- でか文字
- ケータイ探せて安心サービス

など